# 闻人袭
闻人袭（?—?），姓闻人，名袭，字定卿，沛国（今江苏省沛县）人，东汉时期人物。
闻人袭年轻时任郡县属官，官至太仆。汉灵帝建宁元年（168年）十一月，太尉刘矩免官，闻人袭继任太尉。建宁二年（169年）五月，闻人袭免官，刘宠继任，不久闻人袭起任太中大夫。建宁三年（170年）四月，闻人袭继郭禧任太尉。和司徒桥玄一起辅政。建宁四年（171年）三月，因为出现日食，闻人袭免职，太仆李咸继为太尉。闻人袭后事不详。